# Steingrímur Thorsteinsson
Steingrímur Thorsteinsson (Snaefellsnes, 19 de mayo de 1831- Reikiavik, 21 de agosto de 1913) fue un poeta y traductor islandés. Tradujo al islandés obras de la literatura universal como Las mil y una noches o los cuentos de Hans Christian Andersen. Vivió 20 años en Copenhague donde estudió en la Universidad de Copenhague. Regresó en 1872 a su Islandia natal.